# Скоморохи (Чортковский район)
Скоморохи (укр. Скоморохи) — село в Золотопотокской поселковой общине Чортковского района Тернопольской области Украины.
До 2020 года входило в Бучачский район.
Код КОАТУУ — 6121286001. Население по переписи 2001 года составляло 1160 человек.

## Географическое положение
Село Скоморохи находится на правом берегу реки Стрыпа,
выше по течению на расстоянии в 2,5 км расположено село Русилов,
ниже по течению на расстоянии в 4 км расположено село Соколец.
На расстоянии в 0,5 км расположено село Соколов.

## История
- 1439 год — первое упоминание о селе.

## Объекты социальной сферы
- Школа I—II ст.
- Дом культуры.
- Фельдшерско-акушерский пункт.